# 마담 보바리 (안 퐁텐 감독 영화)
《마담 보바리》(프랑스어: Gemma Bovery)는 2014년 공개된 코미디 드라마 영화로, 포지 시먼스의 그래픽 노블 《마담 보베리》(1999)를 원작으로 한다.

## 출연

### 주연
- 파브리스 뤼키니
- 제마 아터턴
- 제이슨 플레밍

### 조연
- 멜 레이도
- 이자벨 캉들리에
- 닐스 슈네데르
- 엘자 질베르슈타인
- 에리크 에르송마카렐
- 케시 모테클라인
- 에디트 스코브
- 핍 토런스
- 필리프 위샨
- 파스칼 아르비요
- 크리스티앙 시니제
- 마리베네딕트 로이

## 기타
- 공동제작: 프란시스 보스프러그
- 공동제작: 줄리엔 데리스
- 공동제작: 시도니 뒤마
- 공동제작: 프랭크 엘바스
- 공동제작: 다비드 고퀴
- 공동제작: 니콜라스 르사즈
- 공동제작: 에티엔 말레
- 조감독: 매튜 쉬프먼
- 사운드슈퍼바이저: 프란시스 바르니에
- 미술: 아르노 드 모레론
- 의상: 파스칼린 샤반느
- 배역: 앤디 프라이어
- 프로덕션매니저: 빈센트 레포브리